# Натянутая тетива
«Натянутая тетива» (кор. 활, букв. Лук) — художественный фильм корейского режиссёра Ким Ки Дука.

## Сюжет
60-летний старик и девушка живут вдвоём на лодке, вдали от посторонних глаз. Они предоставляют своё судно в аренду рыбакам. Свадьба этой странной пары намечена на 17-й день рождения юной особы. Жених усиленно готовится к торжеству. Но всё меняется, когда между девушкой и неожиданно появившимся юношей-рыбаком вспыхивает искра подростковой влюблённости.

## В ролях
| Актёр            | Роль          |
| ---------------- | ------------- |
| Хан Ёрым         | юная девушка  |
| Seong-hwang Jeon | старик        |
| Si-jeok Seo      | студент       |
| Gook-hwan Jeon   | отец студента |

## Награды и номинации

### Награды
- 2006 — Фестиваль «Fantasporto»
  - Специальный приз жюри секции Orient Express — Ким Ки Дук
- 2006 — Международный кинофорум «Золотой Витязь»
  - Приз «Золотой Витязь»

### Номинации
- 2006 — Кинофестиваль в Мар-дель-Плата
  - Лучший фильм — Ким Ки Дук